# Bartolomeu Velho
Bartolomeu Velho (... – Nantes, 1568) è stato un cartografo portoghese.
Cartografo e cosmografo portoghese del XVI secolo, lavorò per i regnanti del suo paese. Per il re Sebastiano I compose, nel 1561, la Carta General do Orbe. Lavorò a lungo anche in Francia, dove morì e dove fu pubblicato, l'anno della sua morte, il trattato Principio da verdadeira cosmographia e geographia universal de todas as terras, il cui manoscritto si conserva a Parigi presso la Biblioteca nazionale di Francia (GE EE-266).